# Лејк Кларк Шорс (Флорида)
Лејк Кларк Шорс (енгл. Lake Clarke Shores) град је у америчкој савезној држави Флорида. По попису становништва из 2010. у њему је живело 3.376 становника.

## Демографија
Према попису становништва из 2010. у граду је живело 3.376 становника, што је 75 (2,2%) становника мање него 2000. године.
| Група             | 2000.         | 2010.         |
| Белци             | 2.684 (77,8%) | 2.391 (70,8%) |
| Афроамериканци    | 36 (1,0%)     | 92 (2,7%)     |
| Азијати           | 67 (1,9%)     | 51 (1,5%)     |
| Хиспаноамериканци | 639 (18,5%)   | 833 (24,7%)   |
| Укупно            | 3.451         | 3.376         |